# Liste der Monuments historiques in Ouessant
Die Liste der Monuments historiques in Ouessant führt die Monuments historiques in der französischen Gemeinde Ouessant auf.

## Liste der Bauwerke
| Bezeichnung        | Beschreibung | Standort | Kennzeichnung | Schutzstatus | Datum | Bild           |
| ------------------ | ------------ | -------- | ------------- | ------------ | ----- | -------------- |
| Phare du Créac’h   | Leuchtturm   | (Lage)   | PA29000048    | Classé       | 2011  | weitere Bilder |
| Phare de la Jument | Leuchtturm   | (Lage)   | PA29000084    | Classé       | 2017  | weitere Bilder |
| Phare de Nividic   | Leuchtturm   | (Lage)   | PA29000083    | Classé       | 2017  | weitere Bilder |
| Phare du Stiff     | Leuchtturm   | (Lage)   | PA29000052    | Classé       | 2011  | weitere Bilder |

## Liste der Objekte
- Monuments historiques (Objekte) in Ouessant in der Base Palissy des französischen Kultusministeriums